# Tempestade de areia

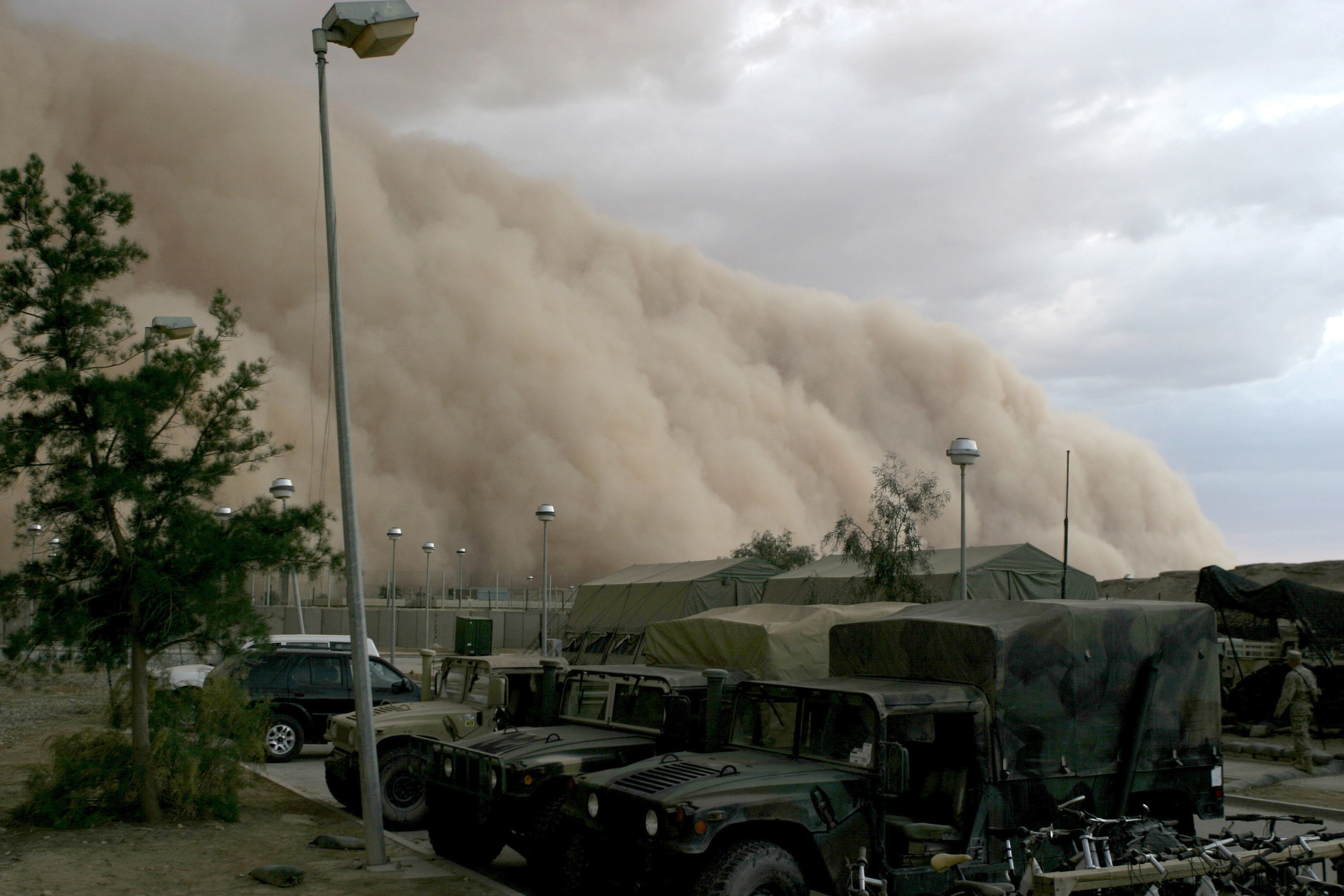
Tempestade de areia próximo a um acampamento militar em Al Asad, Iraque.

Uma tempestade de areia ou tempestade de poeira é um dos fenômenos denominados litometeoros e ocorre quando a umidade relativa do ar é mais baixa que 80% permitindo a suspensão de partículas em sua maioria sólidas mas não aquosas pelo ar. O resultado pode ser a névoa seca, tempestade de areia (ou poeira), turbilhão de areia (ou poeira).
A tempestade de poeira propriamente dita se trata de uma grande massa de partículas de poeira, ou areia que é deslocada por ventos turbulentos e fortes e elevadas do solo até a uma altura considerável. Algumas vezes esses fenômenos são provocados por redemoinhos de vento (dust devils)

São mais frequentes em regiões com grande quantidade de areia e baixa umidade, como desertos. 

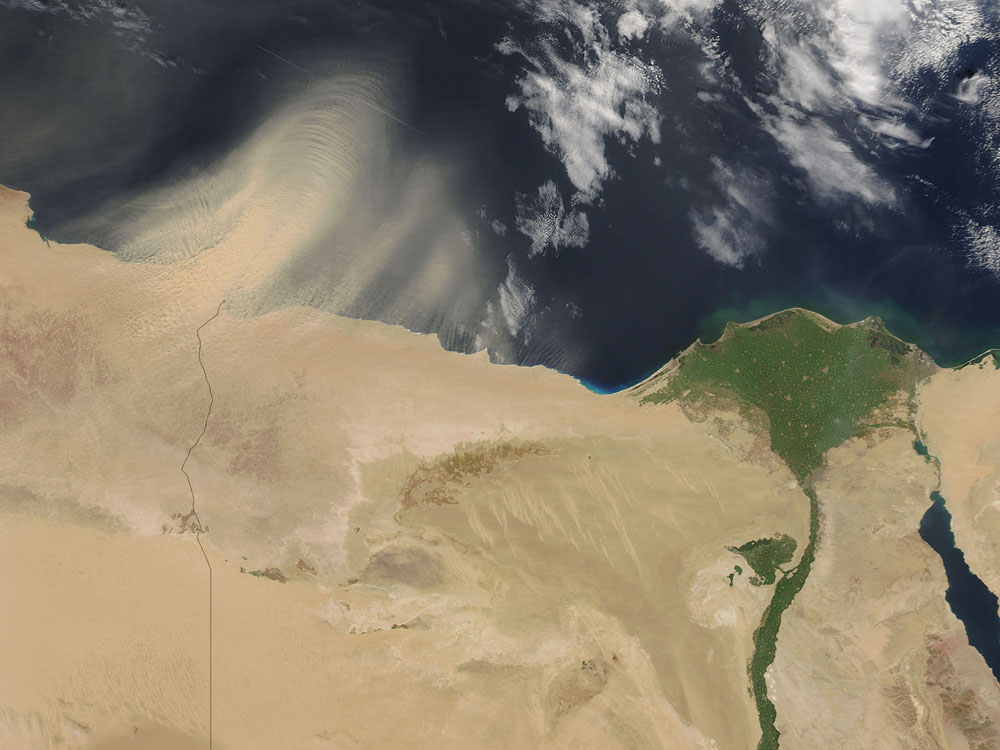
Tempestade de areia próximo ao Delta do Nilo, vista pela EEI.

Tempestades de areia são vistos na Patagônia, Argentina, nas grandes planícies norte-americanas (década de 1930), no Oriente Médio, na Austrália e na Ásia Central, além do deserto do Saara.